# Jean XIV d'Alexandrie
Jean XIV d'Alexandrie  (mort le 6 septembre 1586) est le 96e patriarche copte d'Alexandrie.

## Biographie
Le future patriarche Jean XIV d'Alexandrie, originaire de Manfalout, est d'abord connu sous le nom de Yoannis El-Manfalouty. Il devient moine au monastère d'El-Baramous, dans le Wadi el Natrun et est ordonné patriarche pendant le règne du sultan Ottoman Sélim II, le 22e jour de Baramoudah 1287 A.M. (soit le 17 avril 1571 A.D.). Pendant son patriarcat les Chrétiens furent contraints par les autorités musulmanes de porter des turbans noirs 
Il reçut une lettre du Pape de Rome Grégoire XIII lui demandant de reconnaitre la suprématie du Saint-Siège  il 
adressa  une réponse dont on ignore la teneur le Sultan Sélim II lui avait demander de collecter les capitations sur les Chrétiens, et cette mission accomplie lors de son voyage de retour vers Alexandrie il tombe malade dans la cité de El-Nahrawiah
Le 3e jour de Al-Nasi de l'année 1302 A.M. (6 septembre 1586 A.D.), pendant le règne du sultan Ottoman  Murad III, Jean ou Yoannis XIV, 96e Pape d'Alexandrie, meurt. Il est inhumé dans l'église de Saint-Georges de Birma. Son corps sera ensuite transféré dans le Monastère des Syriens. Il avait exercé ses fonctions pendant 15 ans 4 mois et 19 jours